# Incest

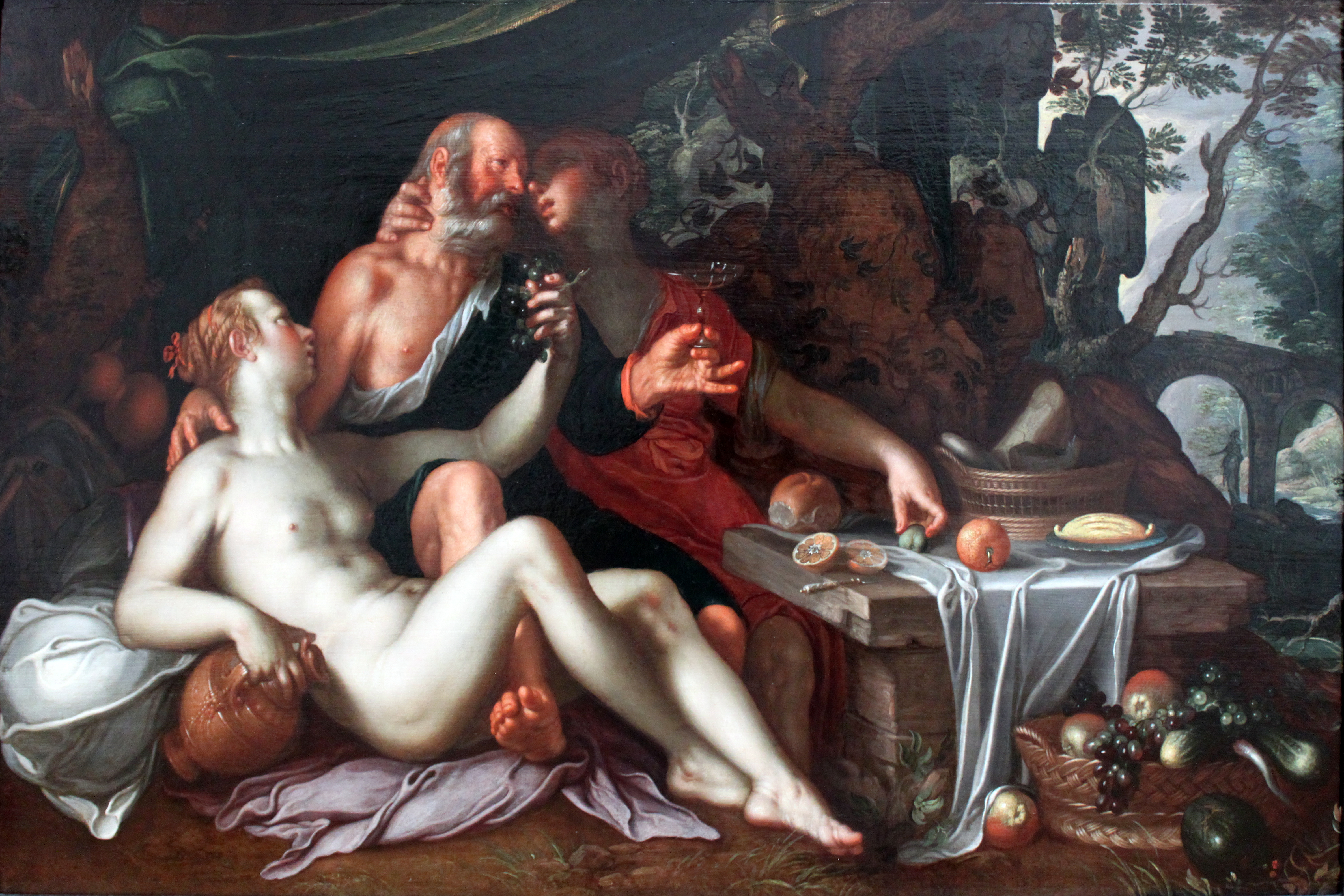
Lot och hans döttrar på en målning av den nederländske konstnären Joachim Uytewael.

Incest (av lat. incestus, från in och castus, "obefläckad, kysk") eller med en äldre juridisk term blodskam, betecknar sexualhandlingar mellan personer som är förenade med blodsband, det vill säga är biologiskt nära släkt, som en förälder och ett barn eller syskon.
Den vanligast rapporterade typen av incest är mellan far och dotter. Nyligen har studier föreslagit att syskonincest, särskilt äldre bröder som har sexuella relationer med yngre syskon, är den vanligaste formen av incest. Judith Lewis Herman, forskare och psykiater, har i sin forskning visat på att denna typ av övergrepp kan jämställas med systematisk tortyr.
Incest mellan vuxna och barn före eller i puberteten betraktas som en form av sexuellt övergrepp mot barn och har påvisats vara en av de grövsta formerna av barndomstrauman, ett trauma som ofta förorsakar allvarlig psykologisk skada, i synnerhet ifråga om föräldraincest.
Incest mellan vuxna som ger sitt samtycke är mycket sällan rapporterat. Incest är brottsligt i de flesta länder, även om förbudet i viss mån ifrågasatts.
De flesta samhällen har på något sätt försökt att förhindra incest. Incest är trots det vanligt förekommande; i vissa delar av världen är 20%–60% av alla äktenskap mellan nära släktingar. Incesttabut är och har varit ett av de vanligaste av alla tabun, både i nutida stater och i äldre samhällen, med straff i många rättssystem. De flesta moderna samhällen har juridiska eller sociala restriktioner för äktenskap mellan nära besläktade. I en del samhällen, såsom det antika Egypten, praktiserades dock incest inom kungafamiljerna.

## Historia
Incest betraktades under medeltiden som ett brott mot religionen. Det var dock inte förrän på 1400-talet som katolska kyrkan officiellt förklarade att incest var kätteri, vilket innebar att straffet var bränning på bål.
Förbudet mot äktenskap mellan kusiner avskaffades av Henrik VIII i England på 1500-talet, men kvarstod i många protestantiska länder fram till 1800-talet.

## Incestlagar internationellt
Incestlagar berör incest mellan vuxna. Om minderåriga är inblandade rör det sig om våldtäkt eller sexuellt övergrepp mot barn.

### Sverige
I svensk lagstiftning finns särskilda straffbud som rör incest i 6 kap. 7 § brottsbalken. Den som har samlag med eget barn eller dess avkomling kan dömas för brottet samlag med avkomling till fängelse i högst två år. Vidare kan den som har samlag med sitt helsyskon dömas för samlag med syskon till fängelse i högst ett år. Den som förmåtts till gärningen genom olaga tvång eller på annat otillbörligt sätt ska emellertid inte straffas.
Den officiella hållningen gentemot incest har förändrats avsevärt i Sverige. Till exempel har straffvärdet för samlag mellan en man och hans avlidna hustrus syster skiftat från böter (medeltid) till dödsstraff (1600–1700-tal), fängelse (1800-tal) till att avkriminaliseras år 1872.

### Andra länder med förbud mot incest
Norge tillåter liksom Sverige samlag mellan halvsyskon. Straffskalorna i Norge är dock strängare.
I Finland tillåts likaså samlag mellan halvsyskon. Samlag med föräldrar medför straff. Äktenskap mellan halvsyskon är däremot inte tillåtet. Äktenskap med syskonbarn eller adoptivbarn är möjligt med justitieministeriets tillstånd.
Många länders lagstiftning liknar Sveriges men en skillnad är vanligtvis att också sexuella handlingar mellan halvsyskon är olagliga. Straffsatserna kan också variera. Hit hör till exempel Australien, med varierande påföljder i olika delar av landet, Italien, Kanada, med straff på upp till 14 års fängelse, Polen, Storbritannien och Tyskland.
Detsamma gäller de flesta delstater i USA men med betydande variationer. I Rhode Island och i New Jersey är incest inte straffbart; i Massachusetts stipuleras upp till 20 års fängelse för samlag med släktingar närmare än kusiner. En del stater har även förbud mot sexuella handlingar mellan styvföräldrar och styvbarn. I många stater är kusingifte förbjudet, ibland med undantag för par som inte kan få barn eller som genomgår genetisk kontroll.
Cypern förbjuder män att ha samlag med släktingar i rakt upp- eller nedstigande led, liksom med systrar och straffet är fängelse i sju år.

### Länder med laglig incest
Incest är lagligt i Frankrike sedan 1810 när Napoleon I i kölvattnet efter den franska revolutionen upphävde förbudet under åberopande av de mänskliga rättigheterna.
Code civil förbjuder dock äktenskap mellan släktingar i rakt nedstigande led (artikel 161), bror och syster (artikel 162), farbror och brorsdotter och brorson och moster (artikel 163). Den innehåller även ett förbud mot adoption av ett barn som fötts genom incest av sin biologiske far om fadern är bror eller morbror (artikel 334-10).
Flera länder med det franska rättssystemet som modell har legaliserat incest, däribland Belgien, Nederländerna, Luxemburg, Portugal, Turkiet, Japan, Argentina och Brasilien. I Israel är incest också lagligt, men åldersgränsen för samlag med en dotter, styvdotter eller någon som man har uppsikt över är 21 år.

## I olika medier

### I litteraturen
Incest förekommer i Första Moseboken (1 Mos 19:30-38) när Lot har sexuellt umgänge med två av sina döttrar, efter att döttrarna har hällt i honom vin. Lot och hans båda döttrar hade flytt från staden Sodom och bodde i en bergsbygd, där det var ont om män. För att bli havande gav döttrarna vin till sin far och låg sedan med honom. De två söner som då kom till blev stamfäder till moabiterna och ammoniterna (Moab respektive Ben-Ammi).
Ett känt litteraturhistoriskt exempel på temat incest är Oidipusmyten, som skildrats av Sofokles i dramat Kung Oidipus. Shakespeare låter i Hamlet prinsens farbror efter att han mördat sin bror ta dennes hustru till sin, vilket Hamlet i tidens anda såg som incest. Johan Ludvig Runebergs diktcykel Kung Fjalar handlar om hur kungen skickade bort sin son för att undvika förutspådd incest. Som vuxen återkom denne och förälskade sig i sin syster.
J.R.R. Tolkiens berättelse Húrins barn (även i Silmarillion) är en tragedi om Túrin och Nienor som förälskade sig i varandra ovetande om att de var syskon. Katherine Kerrs bok "Silverdolken" (första delen i fantasyserien Deverryserien) innehåller berättelsen om Prins Galrion och syskonen Brangwen och Gerraent. Prins Galrion var trolovad med Brangwen men sedan han blivit landsförvisad hamnar Brangwen i sin bror Gerraents säng.
Det finns även en bok av Katarina von Bredow som handlar om incest. Syskonkärlek heter den och den handlar om en bror och en syster som blir förälskade i varandra.
I bokserien Sagan om Is och Eld är incest inte helt ovanligt. Bland annat ätten Targaryen ska ha ägnat sig åt syskongifte genom generationer. Även prins/kung Joffrey och hans syskon är egentligen barn till tvillingarna Jaime och Cersei Lannister.

### I film och på TV
I filmen Star Wars uppstår ett slags triangeldrama mellan Luke Skywalker, Leia Organa och Han Solo innan de båda förstnämnda får veta att de är syskon. Skilda världar var en såpopera som sändes på TV4 mellan 1996 och 2002. Serien, som i början visades varje vardagskväll, bygger på en historia som kretsar kring två familjer, Bovallius och Toivonen och spänningen mellan över- och arbetarklass. Tvillingarna Daniel Toivonen och Sandra Bovallius har vuxit upp i tron att de tillhör olika familjer, men efter att de har inlett en kärleksaffär uppdagas deras släktskap med varandra. I tv-serien Game of Thrones förekommer det incest mellan tvillingarna Jaime Lannister och Cersei Lannister.